# Polygala oligosperma
Polygala oligosperma là một loài thực vật có hoa trong họ Polygalaceae. Loài này được C.Y. Wu miêu tả khoa học đầu tiên năm 1980.